# Quercus cerris
Il cerro (Quercus cerris L., 1753) è un albero a foglie caduche appartenente alla famiglia delle Fagaceae.

## Descrizione

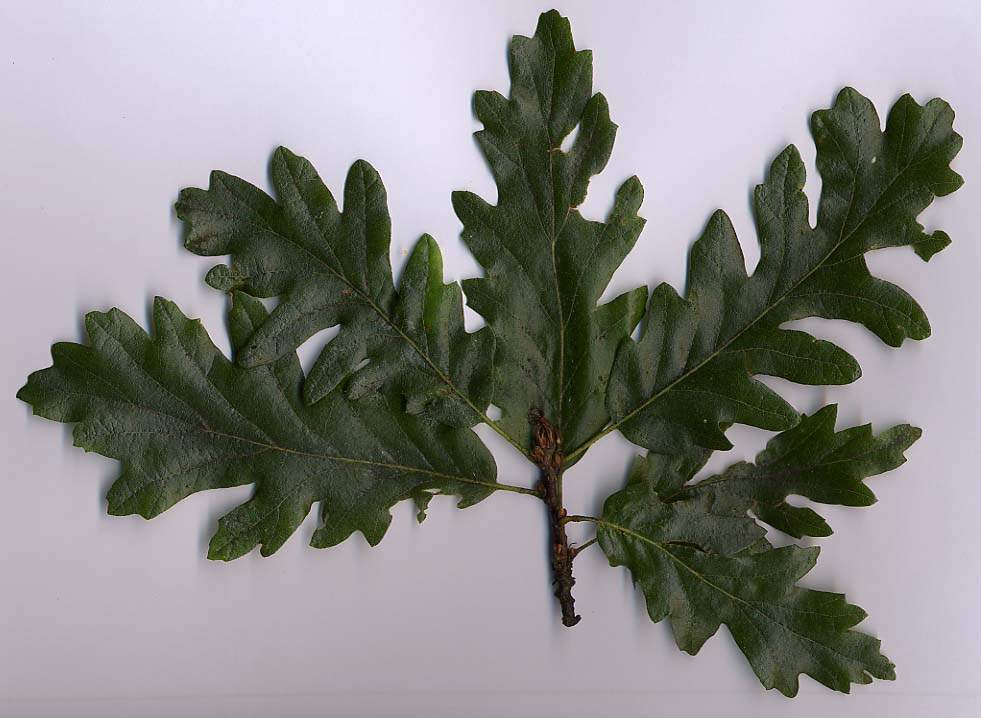
Foglie
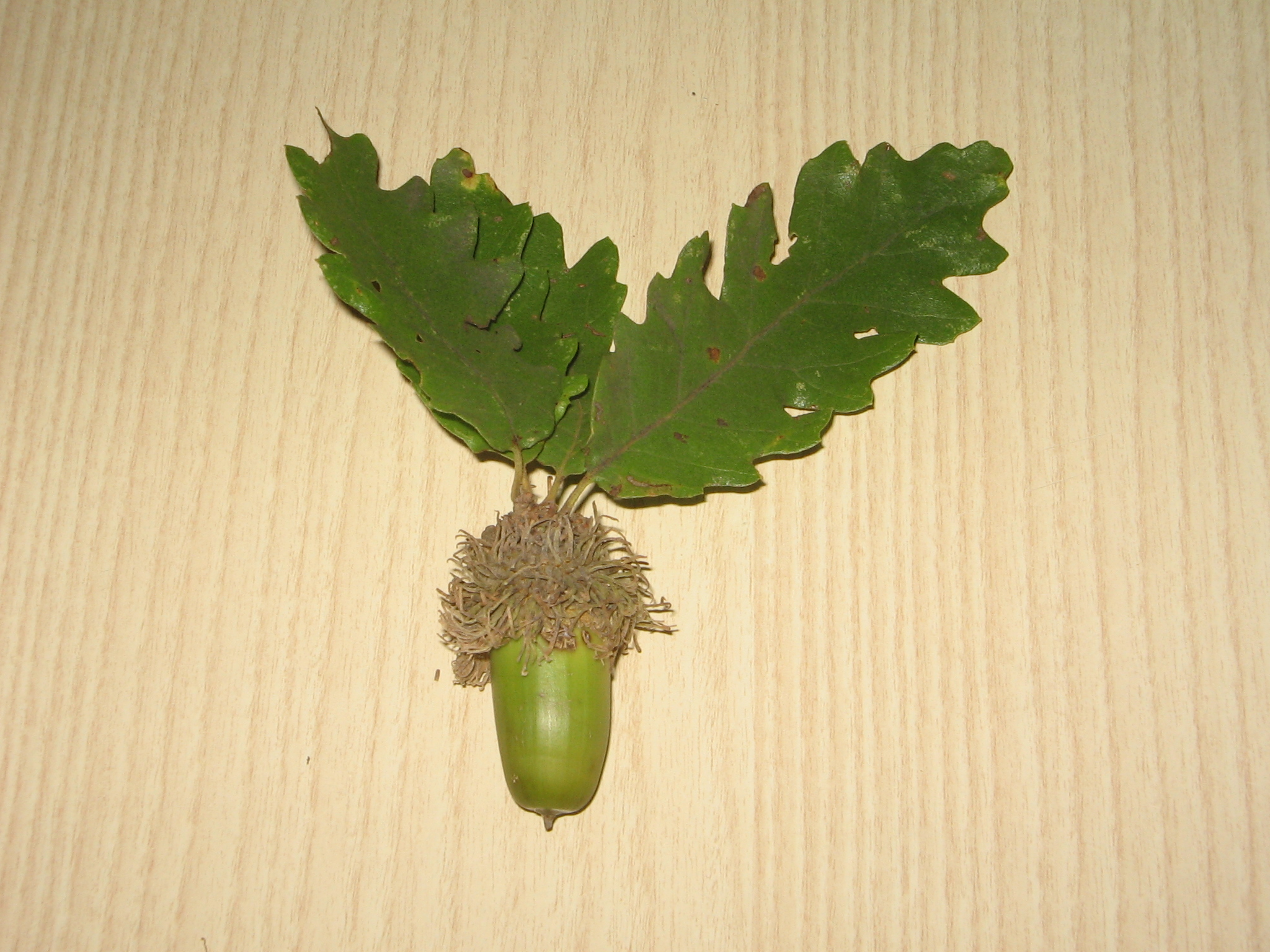
Ghianda

Il cerro ha un tronco con corteccia grigio-brunastra con profonde solcature rossicce (il felloderma si rende infatti visibile). Tende a sviluppare una chioma sino ad una altezza di 30–35 m.

Le foglie sono alterne, eterogenee morfologicamente, ma in generale hanno forma obovato-oblunga, 7-9 paia di lobi ineguali,  picciolo lungo fino a 2,5 cm, tardivamente caduche.

I fiori sono monoici: quelli maschili in amenti penduli, lassi (6-8cm), quelli femminili solitari o a gruppi di 2-3, peduncolati. La fioritura avviene tra aprile e maggio.

I frutti sono ghiande di circa 2,5 cm di lunghezza, caratteristiche per il "cappuccio" che le copre parzialmente ricoperto di una sorta di grossolana peluria riccioluta, di colore giallino chiaro, di cui sono rivestite anche le gemme, ciò che ne consente il riconoscimento in ogni stagione. La propagazione avviene tramite ghiande la cui maturazione fisiologica si completa in due anni. 
- Foglie
- Ghianda

## Distribuzione e habitat
L'areale del Q. cerris si estende in Europa meridionale. In Italia è molto frequente negli Appennini e soprattutto nelle regioni centro-meridionali, dal piano sub-montano a quello sub-mediterraneo, mentre è assente in Sardegna. La gran parte dei querceti collinari e montani dell'Appennino Settentrionale e Centrale è costituita da cerrete.
A Lodrino, 750 m s.l.m., in Valle Trompia, si conserva un bosco di cerro. Si tratta di una rarità. Il clima freddo dell'arco alpino impedisce la presenza del cerro, tipico dei boschi submediterranei, raramente nella fascia mediterranea. Il clima mite e favorevole di questa area consente la sopravvivenza della pianta. Per la particolarità, la zona è detta "Località Cerreto", toponimo molto comune lungo l'Appennino.